# Проспект Ленина (Волгоград)
Проспе́кт им. В. И. Ле́нина — одна из главных улиц города Волгограда.
Проспект проходит по трём районам города — Центральному, Краснооктябрьскому, Тракторозаводскому, от Краснознаменской улицы до улицы имени Николая Отрады. Протяжённость проспекта — около 15 км. Бульварная часть проспекта от памятника Основателям города до площади Ленина, линия скоростного трамвая проходит вдоль всего проспекта, начиная от Тракторного завода и далее в сторону центра. Проспект Ленина является отрезком Первой Продольной автомагистрали.
Между Ворошиловским и Центральным районами проходит по мосту через реку Царицу.

## История
До переименования большевиками проспект Ленина в самом центре города назывался Александровской улицей.

## Административные здания
- Волгоградская областная Дума — дом 9

## Достопримечательности
- Памятник в честь основания Царицына
- Волгоградский областной краеведческий музей
- Волгоградский музей изобразительных искусств имени И. И. Машкова — дом 21
- Волгоградский областной театр кукол
- Памятник комсомольцам — защитникам Сталинграда[1]
- Памятник Маргарите Агашиной[2]
- Памятник-ансамбль «Героям Сталинградской битвы» на Мамаевом кургане

## Вузы
- Волгоградский государственный медицинский университет
- Волгоградский государственный педагогический университет
- Волгоградский государственный технический университет
- Волгоградская государственная академия физической культуры

## Спортивные сооружения
- Центральный стадион
- Центральный плавательный бассейн
- Дворец спорта

## Промышленные предприятия
- ОАО «Тракторная компания „ВгТЗ“»
- Хлебозавод № 2
- ФГУП ПО «Баррикады»
- ЗАО Металлургический завод «Красный Октябрь»
- ОАО «Волгоградский завод тракторных деталей и нормалей» (ВЗТДиН)